# Zapotèque de Zoogocho
Le zapotèque de Zoogocho (ou zapotèque de San Bartolomé Zoogocho) est une variété de la langue zapotèque parlée dans l'État de Oaxaca, au Mexique.

## Localisation géographique
Le zapotèque de Zoogocho est parlé dans les villes de San Bartolomé Zoogocho (en), Santa María Yalina (en), Tabehua et Oaxaca de Juárez, dans l'État de Oaxaca, ainsi que dans la capitale, Mexico, au Mexique,.

## Dialectes
Il existe les dialectes de Tabehua, Yalina et Zoogocho.

## Utilisation
En 1991, environ 1 400 personnes parlent le zapotèque de Zoogocho, dont environ 1 000 au Mexique. Le taux d'alphabétisation des personnes l'ayant comme langue maternelle est de 30 % et de 75 % pour ceux l'ayant apprise comme langue seconde. Les locuteurs utilisent aussi notamment l'espagnol. Un dictionnaire a été édité.
En 2013, Public Radio International indique qu'alors que San Bartolomé Zoogocho se dépeuple, n'ayant plus que 400 habitants, plus de 1 500 « Zoogochenses » habitent à Los Angeles, aux États-Unis. Ceux-ci participent à des cours tenus près du parc MacArthur pour préserver le zapotèque.